# Johann Hermann
Johann Hermann (ook geschreven als Jean Herrmann) (Barr in de Elzas, Frankrijk, 31 december 1738 – Straatsburg, 4 oktober 1800) was een Franse arts, natuuronderzoeker, dierkundige, plantkundige en schrijver. Zijn auteursaanduiding in de botanische nomenclatuur is Herrm.

## Biografie
Johann Hermann studeerde aan de Universiteit van Straatsburg waar hij in 1763 afstudeerde als geneeskundige. Vijf jaar later werd hij benoemd tot hoogleraar in de geneeskunde en in 1778 werd hij ook benoemd tot professor in de wijsbegeerte. Naast geneeskunde en wijsbegeerte doceerde hij ziekteleer, plantkunde en scheikunde en de talen Frans, Latijn en Duits. In zijn belangrijkste werk Tabula affinitatum animalium, gepubliceerd in 1783, presenteerde hij een groot aantal soorten dieren binnen een zelf ontworpen systeem van de verwantschapsrelaties. Hierin beschreef hij onder andere elf nieuwe soorten vogels waaronder de zwarte sikkelsnavel (Epimachus fastosus) en de olijfruggors (Arremon taciturnus).

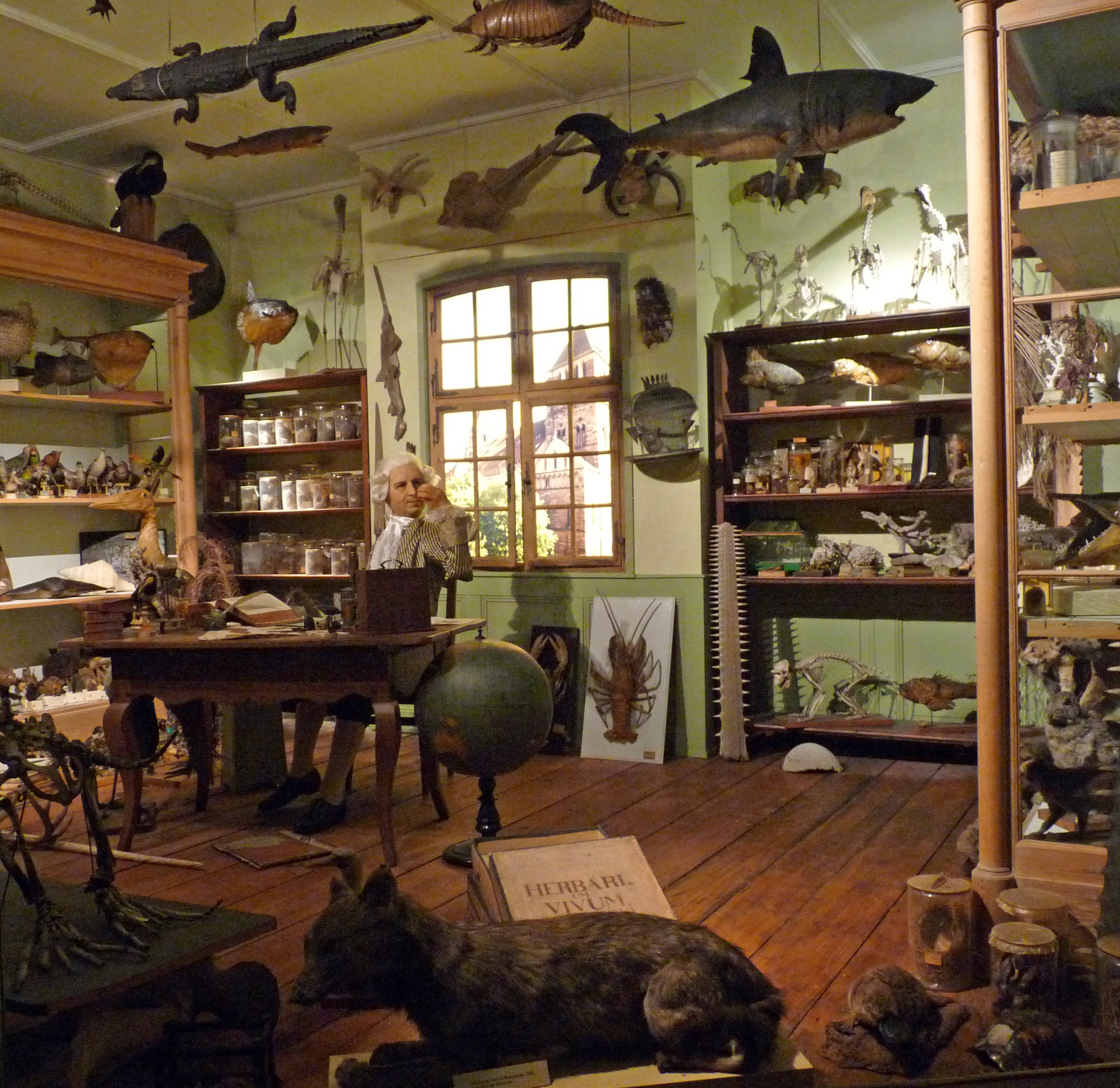
Reconstructie van de privécollectie van Johann Herman (Musée zoologique de Strasbourg).

In 1804 kocht de stad Straatsburg, naast zijn uitgebreide collectie mineralen, zijn gehele collectie natuurhistorische specimens. In 1890 werd een speciaal gebouw als onderdeel van de Universiteit van Straatsburg daarvoor ingericht. In totaal beschreef Hermann 6 vogelgenera en 16 nieuwe soorten vogels  en diverse ondersoorten. Als eerbetoon werd de Griekse landschildpad (Testudo hermanni)  naar hem vernoemd.
- Bibliothèque nationale de France: cb10273713z (data)
- Author citation (botany): Herrm.
- Gemeinsame Normdatei: 116738928
- International Standard Name Identifier: 0000 0000 4659 0414
- Library of Congress Control Number: nr00014112
- Nationale Bibliotheek van Israël: 987007262392905171
- Nationale Bibliotheek van Polen: a0000003049563
- Nederlandse Thesaurus van Auteursnamen: 183978579
- Réseau des bibliothèques de Suisse occidentale: 02-A026983782
- Istituto Centrale per il Catalogo Unico: TO0V330979
- SNAC: w64t78kx
- Système universitaire de documentation: 094832854
- Virtual International Authority File: 44288145
- WorldCat: E39PBJvRT4Mwt7677WdGwC7j4q